# سیارک ۱۳۷۲۹
سیارک ۱۳۷۲۹ (به انگلیسی: 13729 Nicolewen، نامگذاری:1998RO22) سیزده هزار و هفتصد و بیست و نهمین سیارک کشف شده‌است که در ۱۴ سپتامبر ۱۹۹۸ کشف شد.
قدر مطلق سیارک برابر ۱۴.۱ است.